# Anaïs Nin
Anaïs Nin (n. 21 februarie 1903, Neuilly-sur-Seine, Franța — d. 14 ianuarie 1977, Los Angeles, SUA) a fost o scriitoare americană de origine franceză. Este cunoscută pentru jurnalele sale intime, pe care a început să le scrie de la vârsta de 11 ani și le-a continuat, fără încetare timp de 45 de ani. Abia după moartea sa și a soțului său s-a putut publica și o variantă necenzurată a acestora.
S-a născut dintr-un tată spaniol, pianistul și compozitorul Joaquin Nin și o mamă daneză. Avea 11 ani când tatăl, marele Don Juan, divorțează de mama ei pentru a se căsători cu o femeie bogată. Imediat după aceea, în drum spre America, Anaïs începe să-și scrie jurnalul, adresate tatălui său, încercând să-l înțeleagă. La 20 de ani se căsătorește cu Hugo Guiler, un om cu bani și cu studii literare, iar un an mai târziu cuplul se mută la Paris, unde Anaïs rămâne până la începutul războiului. Aici descoperă lumea scriitorilor, artiștilor, a avangardei și a psihanalizei, o lume dezinhibată în care își trăiește pe deplin aventurile cu romancierul Henry Miller și cu psihanalistul Otto Rank - și notează totul în jurnal. Scrie romane, povestiri. Revenind în America, viața ei se împarte între New York și Los Angeles (unde avea să și moară, în 1977), între Hugo și tânărul ei iubit, Rupert. Publicarea, începând din anii '60, a jurnalului (în formă cenzurată) dezvăluie curajul de a mărturisi și finețea observațiilor unei scriitoare pasională și lucidă. „Erotismul este una din bazele cunoașterii de sine, la fel de indispensabilă ca poezia”, scrie Anaïs Nin.

## Opere[12]
- D.H. Lawrence: An Unprofessional Study (1932)
- House of Incest (poem în proză, 1936)
- Winter of Artifice (1939)
- Under a Glass Bell (povestiri, 1944)
- Stella (1945)
- Cities of the Interior - compus din Ladders to fire (1946), Children of the Albatross (1947), The Four-Chambered Heart (1950), A Spy in the House of Love (1954) și Seduction of the Minotaur (1961)
- Delta lui Venus (1969)
- Little Birds (1979, postum)